# Martha Traore
Martha Thomsen Traoré (født 8. januar 1995) er en dansk atlet, som er medlem af Sparta Atletik.
Traore blev som 15-årig bronzemedaljevinder ved de danske mesterskaber i længdespring 2010 med 5,62.
Martha Traore trænes af Anders Møller.

## Danske mesterskaber
- Bronze 2012 Længdespring-inde 5,71
- Sølv 2011 Længdespring-inde 5,43
- Sølv 2011 4 x 200 meter-inde 1,46,28
- Bronze 2010 Længdespring 5,62

## Personlige rekorder
- 100 meter: 12,55 (+0.1) Greve Stadion 19. juni 2010
- Længdespring 6,45 m. Tallinn 2015.[1]
- Længdespring 5,80 m. (-1.8) Østerbro Stadion 4. juni 2010 /5.96w (+2.8) Østerbro Stadion 18. juli 2010